# 模型在環
模型在環（Model in the Loop，簡稱MIL）是用模型驅動進行嵌入式系統的開發時，在開發階段初期及建模階段中進行的仿真方式。嵌入式系統需和其運作的環境互動，一般會預期有合理的傳感器信號為其輸入，也會依輸入及系統設計來驅動實體系統。為了使系統正常工作，需要將嵌入式系統的環境納入仿真考量範圍內。若嵌入式系統模型和環境模型連接，一起進行仿真，則即稱為模型在環模擬。
模型在環是較節省成本的嵌入式系統測試方式。模型驅動開發的開發及仿真環境有MATLAB/Simulink、ASCET或是自由軟體Scilab/Xcos。
在不同開發階段中，會利用軟體在環（Software in the Loop、SIL）、處理器在環（Processor in the Loop、PIL）、硬件在环（Hardware in the Loop、HIL）的方式進行開發。嵌入式系統會和環境的模型一起進行仿真。

## 外部連結
- Menno Mennenga, Christian Dziobek, Iyad Bahous: Modell- und Software-Verifikation vereinfacht.  In: Elektronik automotive, Heft 4.2009, 2009 (PDF; 322 kB)
- Plummer: Model-in-the-Loop Testing; In: Proceedings of the Institution of Mechanical Engineers, Part I: Journal of Systems and Control Engineering, 2006[永久]
- Isermann: Fahrdynamik-Regelung: Modellbildung, Fahrerassistenzsysteme, Mechatronik, Vieweg, 2006